# اچ‌اس‌بی‌سی
اِچ‌اس‌بی‌سی (به انگلیسی: HSBC، مخفف Hongkong and Shanghai Banking Corporation) گروه بانکداری بریتانیایی است، که در زمینه ارائه خدمات بانکداری خرد، بانکداری اختصاصی، بانکداری شرکتی و بانکداری سرمایه‌گذاری، مدیریت سرمایه‌گذاری و مدیریت ثروت، کارت‌های اعتباری و وام‌های مسکن فعالیت می‌کند.
بانک اچ‌اس‌بی‌سی در سال ۱۸۶۵ توسط بانکدار اسکاتلندی توماس ساترلند، در هنگ‌کنگ که از مستعمرات بریتانیا بود، تأسیس شد و اکنون به‌عنوان یکی از بزرگترین بانک‌های جهان شناخته می‌شود.
اچ‌اس‌بی‌سی مالک شبکه‌ای از ۷٫۲۰۰ شعبه بانکی در ۸۵ کشور جهان می‌باشد. در سال ۲۰۱۲ این بانک با دارایی خالص ۲٫۶ تریلیون دلار، به‌عنوان بزرگترین بانک جهان، بر پایه میزان دارایی‌ها، شناخته شد. در همین سال (۲۰۱۲) از سوی مجله اقتصادی فوربز نیز در رتبه ششم از بزرگترین شرکت‌های جهان قرار گرفت.
سهام بانک اچ‌اس‌بی‌سی در بازارهای بورس لندن، بورس نیویورک، بورس هنگ کنگ، یورونکست پاریس و بورس برمودا معامله می‌شود. این شرکت در سال مالی ۲۰۱۲ با ارزش بازار ۱۰۲ میلیارد پوند، پس از رویال داچ شل، دومین شرکت بزرگ فعال در بورس لندن شناخته شد. شعبه مرکزی بانک اچ‌اس‌بی‌سی در برج اچ‌اس‌بی‌سی در شهر لندن قرار دارد.

## تاریخچه
بانک اچ‌اس‌بی‌سی در سال ۱۸۶۵ میلادی توسط بانکدار اسکاتلندی توماس ساترلند، در هنگ‌کنگ تأسیس شد و با متحول ساختن شرکت سهامی بانکداری هنگ‌کنگ و شانگهای (Hongkong and Shanghai Banking Corporation) در قرن ۱۹ آغاز به کار کرد. اچ‌اس‌بی‌سی از طریق فرایند خریداری و ادغام در قالب شرکت‌های تابعه، خود را با بازار جهانی تطبیق داد. این استراتژی که در دهه ۱۹۵۰ شکل گرفت، با یکی از بزرگ‌ترین موارد ادغام بانک‌ها در تاریخ، یعنی خرید بانک میدلند در سال ۱۹۹۲، به اوج خود رسید.
بانک اچ‌اس‌بی‌سی به سرعت شمار دیگری از موسسات مالی از جمله کردیت کامرشال دو فرانس و شرکت ریپابلیک نیویورک کورپوریشن را، به لیست تمام نشدنی خریدهای خود اضافه نمود و در سال ۱۹۹۷ نیز چندین بانک برزیلی و آرژانتینی را با مبالغ میلیارد دلاری خریداری کرد و برند خود را در آن کشورها نیز بر سر زبان‌ها انداخت.
پس از مهاجرت آرام و طولانی شرکت‌های محلی به سمت اخذ کامل هویت اچ‌اس‌بی‌سی، در نهایت در سال ۱۹۹۹ شرکت به شکل یک نام تجاری کاملاً همسان و یک شکل درآمد. حروف نوشته آن، رنگ‌های اصلی و لوگوی شش ضلعی آن در طول این دوران و در مراحل مختلف کم‌کم شکل گرفتند، تا زمانی که اچ‌اس‌بی‌سی به تنهایی یک نام تجاری مستقل شد. در آن زمان، مشتریان برای پذیرفتن انگاره جدید دیگر کاملاً آماده شده بودند.
در سال ۲۰۰۳، اقدام جنجالی شرکت در خرید گروه مالی نه چندان موفق هاوس هلد اینترنشنال، به مبلغ ۱۴ میلیارد دلار، استراتژی خرید شرکت را یک پله بزرگ بالاتر برد و در عین حال نشان داد که شرکت، به حضور یک شرکت تابعه آمریکایی در راستای اهداف و انگیزه‌های جهانی شدن نیاز دارد و نیز نشان داد که در درجه اول، تمایل دارد به عنوان شرکتی دیده شود که مصرف‌کننده عام را محور خود قرار داده‌است.
«سر جان باند»، مدیرعامل اسبق اچ‌اس‌بی‌سی در مقاله «اقدامات کوبنده اچ‌اس‌بی‌سی» در مورد این اقدام شرکت، چنین ذکر کرد:
دو سوم هر اقتصادی در دنیا بر پایه مخارج و صرف پول مصرف‌کنندگان است و هر قدر بتوانید شرکت خود را بیشتر به آن جهت متمایل کنید، برای تجارت شما بهتر است.
بانک اچ‌اس‌بی‌سی از سامانه هوشمند تبلیغاتی، مشابه سامانه بلو اسمارت در شعبه‌های خود استفاده می‌کند. به گفته سخنگوی بانک، این سامانه که به «بلو باکس» معروف است، در دو شعبه از بانک‌های شهر لندن، در کشور انگلیس راه‌اندازی شده‌است و در صورت استقبال مردم و کارکرد موفقیت‌آمیز، در تمامی شعب این بانک در سراسر جهان، نصب و راه‌اندازی خواهد شد. در تاریخ ۱۶ دسامبر ۲۰۰۸ میلادی، اعلام شد که بانک زیان عمده‌ای را بر اثر کلاهبرداری پنجاه میلیارد دلاری «صندوق سرمایه‌گذاری برنارد میداف» در آمریکا، متحمل شده‌است.
بانک اچ‌اس‌بی‌سی مبلغی بالغ بر یک میلیارد دلار را در این صندوق سرمایه‌گذاری کرده بود. این غول بانکی جهان که در بحران مالی خسارت‌های بسیاری متحمل شد، سرمایه خود را به میزان چهارده میلیارد و دویست میلیون یورو افزایش داد و در چارچوب طرح اصلاحات، همچنین شش هزار و صد فرصت شغلی خود را در ایالات متحده آمریکا حذف کرد.
این بانک به علاوه تصمیم گرفت بخش فعالیت‌های وام بانکی خود را به حال تعلیق درآورد. رئیس وقت بانک دربارهٔ طرح اصلاحات بانک گفت: قصد داریم بیشتر شبکه‌های اختصاص وام را تعطیل کنیم.
کاهش هفتاد درصدی سود این بانک در سال ۲۰۰۸ تنها در آمریکای شمالی آن را متحمل دوازده میلیارد یورو زیان کرد، که این زیان بیشتر به سبب خرید مؤسسه مالی «هاوس هلد» بود. بر خلاف بسیاری دیگر از موسسات عظیم که تلاش می‌کنند شرکت‌های تأسیس شده و جا افتاده را بخرند، اچ‌اس‌بی‌سی تصمیم گرفته بود که یک هویت یکسان برای خود فراهم کند. هدف این بود که نام و لوگوی شرکت را تا جای ممکن در همه جای جهان معروف و شناخته شده سازد؛ به گونه‌ای که هر شرکت تابعه محلی هم در قدرت فیزیولوژیکی نام تجاری جهانی آن سهیم باشد.
اکنون نام و هویت دیداری شرکت در تمام جهان همسان شده‌است و قدرت خود را به بانک‌های خود در هر بازار محلی نیز منتقل می‌کند. حسن شهرت و پیشینه مثبت، احساس آشنا و قابل اعتمادی می‌آفریند که آن هم به اعتبار شرکت می‌افزاید. هر قدر یک بانک در خارج از وطنش بیشتر شناخته شده باشد، در کشور خود اعتماد بیشتری را برمی‌انگیزد. این پارادوکسی است که در شعار تبلیغاتی شرکت یعنی «بانک محلی جهان» هم نمود یافته‌است. تا جایی که در سال ۲۰۱۰ مجله فوربز این بانک را به عنوان بزرگ‌ترین مؤسسه مالی و بانکداری و هشتمین شرکت بزرگ در جهان معرفی کرد.
اکنون اچ‌اس‌بی‌سی یکی از بزرگ‌ترین موسسات مالی و بانکداری جهان و نیز موفق‌ترین شرکت بریتانیا است. شعبه مرکزی بانک در شهر لندن قرار دارد و بیش از ۳۰۰ هزار نفر در سراسر جهان برای این بانک کار می‌کنند. درآمد این بانک در سال ۲۰۱۱ میلادی بالغ بر ۱۰۳ میلیارد دلار بود که سود خالصی معادل ۶ میلیارد دلار را نصیب شرکت کرد.

## نخستین بانک استفاده از فناوری بلاک چِین
اچ اس بی سی (به انگلیسی: HSBC، مخفف Hongkong and Shanghai Banking Corporation) به‌عنوان نخستین بانک بین‌المللی از سامانه بلاک چین برای انتقال مالی استفاده کرد.
سامانه بلاک چین / Blockchain باهدف کاهش خطاهای انسانی هنگام نقل‌وانتقال کلان مالی و ممانعت از کلاه‌برداری تعریف شده‌است.
بانک اچ اس بی سی و بانک آلمانی ING برای مشتری خود به نام Cargill توانستند با موفقیت نخستین تراکنش مالی روی سامانه بلاک چین را انجام دهند.
بلاک چین پایگاه داده توزیع‌شده با وجود کاربران متعددی است که هم‌زمان داده‌ها را ثبت و اصلاح می‌کنند، درحالی‌که تداخلی ایجاد نشده و شبکه از طریق بلوک‌های تعریف شده قادر به حفظ یکپارچگی محتوای پایگاه داده رمزنگاری‌شده‌است و از همه مهم‌تر هیچ کنترل‌کننده مرکزی نیز ندارد.
در سامانه مالی بلاک چین اجازه نقل‌وانتقال پول به‌صورت رمزنگاری‌شده بدون خطا و بدون تناقض در زنجیره بلوکی را می‌دهد و هم‌زمان اپراتورهای مختلف می‌توانند تغییرات لازم را انجام داده و تراکنش‌ها را مرتب کنند، بدون اینکه تداخلی در سامانه بانکی به وجود بیاید.
مراحل نقل‌وانتقال از طریق بلاک چین کمتر بوده و جلوی هر نوع سوءاستفاده مالی گرفته می‌شود.نقل و انتقال اعتبارنامه های مالی از راههای سنتی جابجایی بیش از ۲ تریلیون دلار پول در جهان است که بین ۵ تا ۱۰ روز بر اساس میزان انتقال، طول می‌کشد اما با بلاک چین این فرایند حذف‌شده و سامانه مالی بدون هزینه جانبی جلو می‌رود.

## برنارد میداف
در تاریخ ۱۶ دسامبر ۲۰۰۸ اعلام شد که بانک اچ‌اس‌بی‌سی، زیان عمده‌ای را، بر اثر کلاه‌برداری پنجاه میلیارد دلاری صندوق سرمایه‌گذاری برنارد میداف در آمریکا، متحمل شده‌است. اچ‌اس‌بی‌سی، مبلغی بالغ بر یک میلیارد دلار را در این صندوق سرمایه‌گذاری کرده بود.

## مبادلات بانکی دولت ایران
تا پیش از اعمال تحریم‌های سازمان ملل متحد علیه برنامه هسته‌ای ایران، بیش از شصت درصد مبادلات بانکی دولت ایران از طریق بانک بریتانیایی اچ‌اس‌بی‌سی انجام می‌گرفته، اما به دلیل تحریم‌هایی که شورای امنیت سازمان ملل متحد بر ایران اعمال کرده، دولت ایران از سال ۲۰۰۵ میلادی، همکاری با این بانک را محدود کرده و عملاً اچ‌اس‌بی‌سی دیگر نقشی در مناسبات مالی ایران ندارد.

## کاهش شعب
به دنبال تعدیل نیرو و تعطیلی بسیاری از شعب بانک اچ اس بی سی، شمار شعب آن تا پایان سال ۲۰۱۷ به ۶۲۵ شعبه کاهش میابد. این امر که باعث بیکاری صدها نفر از کارمندان شده‌است که رئیس بخش فروش بانک «اچ اس بی سی» اصلی تری عامل تعطیلی شعب این بانک را، رواج استفاده از ابزارهای اینترنتی و اینترنت بانک میان مشتریان توصیف کرد.